# Хантсингер, Дэвид
Дэвид Хантсингер — пианист, композитор, автор песен и аранжировщик, переехавший из родной Калифорнии в Нэшвилл, штат Теннесси, в 1976 году и игравший в группе «Рэмбос». Вместе с Дотти Рэмбо он написал песню «Holy Spirit, Thou Art Welcome», а также детский мюзикл Down By The Creek Bank . В 1979 году он покинул Rambos, чтобы продолжить карьеру студийного пианиста. Он написал и аранжировал музыку для альбома «A Child’s Gift of Lullabyes», получившего премию «Грэмми» 1989 года, а также аранжировал и стал сопродюсером альбома Энди Гриффита, получившего премию «Грэмми» 1996 года, «I Love To Tell The Story: 25 Timeless Hymns» . Он работал со многими артистами, такими как Сэнди Патти, Стив Грин, Кэти Трокколи, Майкл Кроуфорд, Глен Кэмпбелл, Карман, Ларнелл Харрис, Джонни Кэш и Долли Партон . Он гастролировал вместе с Винсом Гиллом в рождественском туре 1999 года, а также в 2001 году вместе с Эми Грант и Винсом Гиллом. Он также написал несколько детских музыкальных спектаклей и выпустил множество альбомов с собственными оригинальными произведениями и аранжировками. Он играл на пианино в фильме «Незаконченная Жизнь» и принимал участие в создании двух песен, звучавших в фильме «Большие спорщики». Он играл на пианино и выполнял аранжировку для рождественского альбома 1997 года под названием Piano Winterlude (Unison). Выполнил несколько проектов для Discovery House Music. В 2010 году он написал ряд произведений для специального концерта, посвященного 25-летию, для международной телевизионной сети 3ABN под названием «Столпы нашей веры» .